# Korytarz czeski
     Proponowany korytarz

Proponowany korytarz
Linia przerywana – Burgenland dzisiaj

Korytarz Czeski (cz. Český koridor; słow. Český koridor), Korytarz Czechosłowacki (cz. Československý koridor; słow. Československý koridor) lub Korytarz Burgenlandzki to określenie zaniechanego pomysłu zaproponowanego w czasie konferencji pokojowej w Paryżu w 1919 roku mającej miejsce po zakończeniu I wojny światowej i rozpadzie Austro-Węgier. Propozycja zakładała wydzielenie części terytorium zarówno Austrii, jak i Węgier, które miało stać się korytarzem pomiędzy dwoma nowo powstałymi państwami słowiańskimi, które miały podobne interesy, Królestwem Serbów, Chorwatów i Słoweńców (późniejsza Jugosławia) oraz Czechosłowacją. Inną spotykaną nazwą tego obszaru jest Czesko-Jugosłowiański Korytarz Terytorialny. Pomysł ten najczęściej jest określany jako „Korytarz Czeski”, ponieważ w czasie konferencji pokojowej przedstawiciele Jugosławii oznajmili, że woleliby aby obszar ten był zarządzany wyłącznie przez Czechosłowaków. Koncepcja ta została ostatecznie odrzucona w czasie konferencji i nigdy do niej nie powrócono.

## Obszar
Korytarz miał składać się z Burgenlandu i sąsiadujących terenów, które znajdowałyby się wzdłuż przyszłej granicy austro-węgierskiej. Korytarz ten oddzielałby pohabsburską Austrię od Węgier, łącząc jednocześnie Słowian Zachodnich i Słowian Południowych, którzy zostali rozdzieleni w wyniku najazdu Węgrów mającego miejsce w IX w.
Proponowany korytarz miałby około 200 kilometrów i 80 kilometrów w najszerszym miejscu.